# Henryk Cyganik
Henryk Cyganik (ur. 17 listopada 1946 w Maniowach, zm. 23 lutego 2005 w Krakowie) – polski poeta, dziennikarz, publicysta, satyryk i pisarz.

## Działalność dziennikarsko-literacka
Studiował reżyserię w krakowskiej PWST. W latach 1970–1976 redaktor, potem kierownik i publicysta działu kulturalnego „Gazety Krakowskiej”, a w 1976 również „Gazety Południowej”.
Kierownik literacki Teatru im. Solskiego w Tarnowie, Teatru Lalki i Aktora “Pinokio” w Łodzi, krakowskiego Teatru Groteska, Teatru Ludowego i Teatru Satyry „Maszkaron”. W latach 1980–1990 dziennikarz Rozgłośni Polskiego Radia w Krakowie. Członek ruchu społeczno-kulturalnego ZMW „Scena Ludowa”, pracownik Wojewódzkiego Ośrodka Kultury w Tarnowie (1989), redaktor naczelny „Gazety Towarzyskiej” (1991), redaktor naczelny dziennika „Wici Polonijne” (1991-2004) wydawanego podczas odbywającego się co roku Światowego Forum Mediów Polonijnych, redaktor naczelny miesięcznika „Tarniny” (1994), redaktor naczelny tygodnika „Dziś i jutro” (1995).
Napisał kilka tysięcy stron tekstów rozmaitych – od sztuk teatralnych, bajek dla dzieci, poprzez programy satyryczne dla kabaretów „Pod Budą” (założonego przez Bohdana Smolenia) i „Sieroty PRL-u”, słuchowiska radiowe, opowiadania, reportaże, teksty piosenek m.in. do telewizyjnych „Spotkań z Balladą”. Pomysłodawca i współzałożyciel Stowarzyszenia Literacko-Artystycznego STAL w Krakowie.

## Twórczość poetycka
Zajmował się popularyzacją poezji, był członkiem wielu komisji w konkursach poetyckich, jurorem na przeglądach i festiwalach teatrów amatorskich. Prowadził warsztaty poetyckie i teatralne.
Wydał kilka tomików wierszy: Regina (1989), Dopiero za pięć dwunasta (1997), Gryps dla umarłych (2000), Biała klinika (2001), Przeszedłem przez ścianę (2003), Święty azyl (2004).
Niepokorny góral z krwi i kości, zakochany w gwarze i kulturze, wydał Cosik śmiysnego Jaśka Plewowego (1998) oraz Anegdoty góralskie i Dowcipy góralskie (2000),
Juror cyklicznych przeglądów amatorskich zespołów teatralnych (Przepatrzowiny – Czarny Dunajec, Żabno, Bajdurek – Nowy Sącz, Jesień Literacka Pogórza – Ciężkowice).

## Nagrody
- Nagroda im. Władysława Orkana (2002), za całokształt twórczości poetyckiej, mało znanej i niesłusznie niedocenianej, ale też za działalność satyryczną literacką i estradową, nade wszystko za uczynienie gór i krajobrazu podhalańskiego swoistą Atlantydą, za tematykę wiejską obecną nawet w jego gawędach i anegdotach rozpowszechnianych w tradycyjnych i w nowoczesnych nośnikach informacji.
- „Złoty Laur” Fundacji Kultury Polskiej (2005) za „mistrzostwo w dziedzinie twórczości artystycznej, dziennikarskiej i w krzewieniu kultury regionalnej”.
- Pośmiertnie wpisany do Złotej Księgi Zasłużonych dla Miasta i Gminy Alwernia (2000).